# Казармы железной дороги 568 км
Казармы железной дороги 568 км — деревня в Кардымовском районе Смоленской области России. Входит в состав Тюшинского сельского поселения.  

## География
Расположена в центральной части области в 12 км к югу от Кардымова, в 13 км южнее автодороги Р134 «Старая Смоленская дорога» Смоленск — Дорогобуж — Вязьма — Зубцов. В 1,5 км юго-западнее деревни расположена железнодорожная станция Конец на линии Смоленск — Сухиничи.Конец, Попково, Казармы железной дороги 570 км, Казармы железной дороги 397 км 

### Часовой пояс
Деревня Казармы железной дороги 568 км, как и вся Смоленская область, находится в часовой зоне МСК (московское время). Смещение применяемого времени относительно UTC составляет +3:00.

## История
В годы Великой Отечественной войны деревня была оккупирована гитлеровскими войсками в августе 1941 года, освобождена в сентябре 1943 года.

## Население
Население — 8 жителей (2007 год)(учитывалось в составе деревни Казармы железной дороги 568, 570, 397 км).